# 岩本真耶
岩本 真耶（いわもと まや）は、日本の脚本家。三重県出身。日本脚本家連盟の信託者。

## 来歴
2009年、日本大学芸術学部を卒業。
東北新社に勤務する傍ら、脚本教室に通う。
池端俊策と出会い、主に池端が脚本を担当する作品に脚本協力の形で関わるようになる。以降、プライベートにおいても池端と交流がある。
2016年、NHK BSプレミアムのプレミアムドラマ『鴨川食堂』の第7話の脚本を単独で担当し、脚本家デビュー。
地元である中京圏のKITTE名古屋×中京テレビドラマプロジェクト『名駅1丁目1番1号 〜人と、幸せを、つなぐ場所。〜』の脚本を手がける。
2020年から2021年にかけて放送されたNHK大河ドラマ『麒麟がくる』に参加。

## 作品

### テレビドラマ
- プレミアムドラマ『鴨川食堂』第7話（2016年、NHK BSプレミアム[5]）
- 土曜ドラマ『夏目漱石の妻』第3話（2016年、NHK総合[6]）
  - 池端俊策との共作。
- 『名駅1丁目1番1号 〜人と、幸せを、つなぐ場所。〜』（2017年、中京テレビ[1]）
- 大河ドラマ『麒麟がくる』第9回、第17回、第18回、第39回（2020年 - 2021年、NHK総合[2]）
  - 第17回は池端俊策と、第39回は河本瑞貴との共作。

### 脚本協力
- 『時計屋の娘』（2013年、TBS[7]）
- 放送90年ドラマ『経世済民の男』（2015年、NHK総合[8]）
- 『百合子さんの絵本 〜陸軍武官・小野寺夫婦の戦争〜』（2016年、NHK総合[9]）
- 土曜ドラマ『夏目漱石の妻』第1話、第2話、第4話（2016年、NHK総合[6]）
- 大河ドラマ『麒麟がくる』第8回、第29回、第30回、第44回（2020年 - 2021年、NHK総合[2]）

### 協力
- あんのこと（2024年6月7日公開、監督：入江悠[10]）